# كريمات (سيدي الكامل)
كريمات هي إحدى مشيخات المملكة المغربية، تتبع جغرافيا لإقليم سيدي قاسم وإداريًا لسيدي الكامل. يقدر عدد سكانها بـ 14609 نسمة حسب الإحصاء الرسمي للسكان والسكنى لسنة 2004.